# Dicranomyia flagellifer
Dicranomyia flagellifer är en tvåvingeart som beskrevs av Alexander 1928. Dicranomyia flagellifer ingår i släktet Dicranomyia och familjen småharkrankar. Inga underarter finns listade i Catalogue of Life.